# Virtasaari (ö i Otermanjärvi)
Virtasaari är en ö i Finland. Den ligger i sjön Otermanjärvi och i kommunen Vaala i den ekonomiska regionen  Oulunkaari  och landskapet Norra Österbotten, i den centrala delen av landet, 500 km norr om huvudstaden Helsingfors. Öns area är 2,8 hektar och dess största längd är 340 meter i öst-västlig riktning.